# Georges Méliès

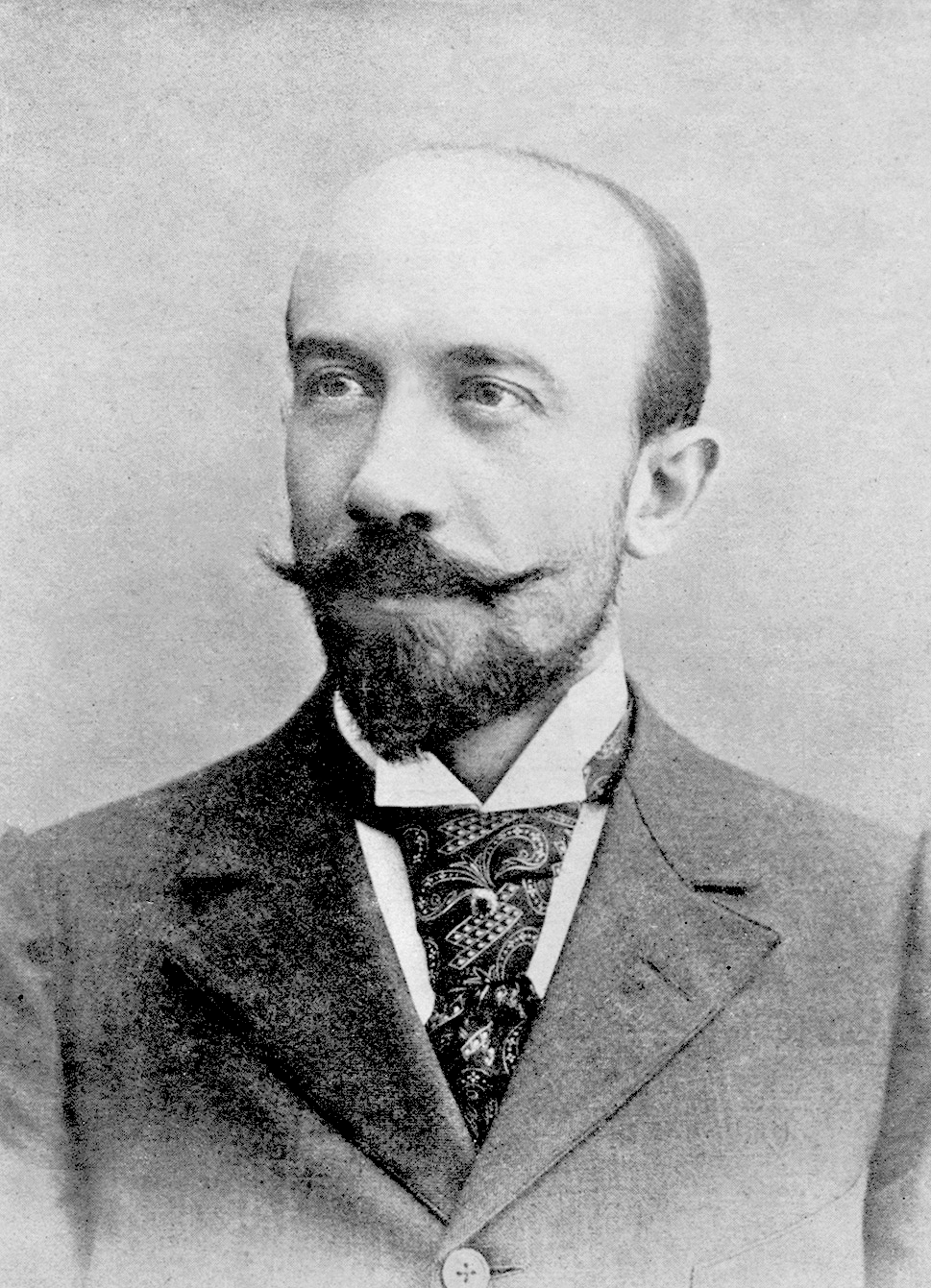
Georges Méliès (ca. 1890)

Georges Méliès [melˈjɛs] (* 8. Dezember 1861 in Paris; † 21. Januar 1938 ebenda) war ein französischer Illusionist, Theaterbesitzer, Filmpionier und Filmregisseur. Méliès zählt zu den Pionieren der Filmgeschichte und gilt als Erfinder des „narrativen Films“ und der Stop-Motion-Filmtechnik.

## Leben
Marie-Georges-Jean Méliès – dritter Sohn des wohlhabenden Schuhfabrikanten Jean-Louis-Stanislas Méliès und dessen Frau Johannah Catherine Schuering – wurde mit sieben Jahren im Lycée du Prince Impérial eingeschult. Während des Deutsch-Französischen-Krieges folgte 1870 eine Umschulung in das Lycée Louis-le-Grand, wo er 1880 sein Baccalauréat erwarb. Bereits zu dieser Zeit zeigte sich sein künstlerisches Talent. Vom November 1881 bis November 1882 leistete Méliès Militärdienst. Er hoffte anschließend die École des Beaux-Arts besuchen zu dürfen, was ihm sein Vater jedoch untersagte. Um sich auf die Arbeit in der väterlichen Manufaktur vorzubereiten und seine Englischkenntnisse zu verbessern, wurde er 1884 für ein Jahr von seinen Eltern nach London geschickt, wo er für einen Geschäftsfreund seines Vaters arbeitete. Da seine Sprachkenntnisse noch nicht genügten, Vorstellungen im Sprechtheater zu verstehen, besuchte er hier regelmäßig die magischen Vorstellungen in der Egyptian Hall von John Nevil Maskelyne und Méliès entwickelte eine Passion für die Zauberkunst.
Nach der Rückkehr 1885 nach Paris trat Méliès als Aufseher über die Maschinen in den väterlichen Betrieb ein. Er entwickelte dabei technisches Geschick, das er neben seiner Arbeit beim Nachbau einiger Automaten des Zauberkünstlers Jean Eugène Robert-Houdin verfeinerte. Méliès begann zu dieser Zeit ebenfalls, magische Tricks einzuüben und absolvierte erste Auftritte im Musée Grévin sowie in der Galerie Vivienne. Im Jahr 1885 heirateten Georges Méliès und Eugénie Genin († 1913). Sein Vater zog sich 1888 aus der Arbeit in der Manufaktur zurück. Méliès verkaufte nun den Teil des möglichen Erbes an die beiden älteren Brüder. Vom Erlös erwarb er das Théâtre Robert-Houdin.
Die Geschäfte am Theater gestalteten sich gerade zu Beginn schwierig: Bis 1898 erzielte Méliès keinen Gewinn. Das Programm bestand aus Zaubervorstellungen, kurzen Féerien, Pantomimen und der Vorführung einiger Automaten, die Méliès zusammen mit dem Theater erworben hatte. In den Vorstellungen traten auch bekanntere Zauberkünstler dieser Zeit auf, darunter Buatier de Kolta, der Zwerg La Fée Mab, Duppery und Legris. Zum festen Ensemble gehörte ebenfalls Jeanne d’Alcy, die später in vielen Filmen von Méliès spielte und die er in zweiter Ehe heiratete.
Die Brüder Lumière hatten über dem Theater ein Atelier gemietet. Am 28. Dezember 1895 sah Méliès eine der ersten Vorführungen des Cinématographen. Den Verkauf des Apparates an Méliès verweigerten die Brüder Lumière mit der Begründung, der wirtschaftliche Erfolg dieser Erfindung sei unklar und die eigene Verwertung solle solange laufen, wie ein Interesse des Publikums bestehe. Méliès reiste daraufhin nach England, wo er von Robert William Paul einen Projektor, einige Filme von Edison und unbelichtete Negative kaufte. Am 4. April 1896 eröffnete Méliès sein Théâtre Robert-Houdin neu als Kino. Er kaufte bald einen weiteren Projektor und baute den von Paul in eine Kamera um. Zusammen mit den Geschäftspartnern Lucien Reulos und Lucien Korsten ließ Méliès im September 1896 einen Méliès-Reulos-Kinétographen patentieren.
Im Sommer 1896 drehte Méliès seinen ersten Film mit dem Titel Une partie de cartes, der einem gleichnamigen Film der Lumières stark ähnelte. Anschließend filmte er zuerst nur kurze Aufnahmen von alltäglichen Szenen, ergänzte sein Repertoire aber bald auch um inszenierte Szenen, den sogenannten scènes composées. Seine Filme zeigte er nicht nur im Théâtre Robert-Houdin, sondern vertrieb sie auch an Jahrmarktskünstler, die sie zusammen mit anderen Attraktionen vorführten.
Méliès errichtete 1896 Frankreichs erstes Filmstudio – neben Edisons Black Maria eines der ersten der Welt – auf dem Grundstück seiner Familie in Montreuil in der Nähe von Paris. Das Studio wurde Anfang 1897 eröffnet. Hier entstanden von nun an fast alle seine Filme. Das Studio glich in seinen Maßen dem Théâtre Robert-Houdin und wie dessen Bühne war auch seine mit Falltüren und anderen Mechanismen ausgestattet, um Bühnenillusionen zu erzeugen. Die Wände und das Dach waren wie bei einem Fotoatelier aus Glas gefertigt, um eine ausreichende Beleuchtung der Bühne zu gewährleisten. Bewegliche Jalousien erlaubten es, den Lichteinfall zu beeinflussen. Im Jahre 1905 erweiterte Méliès das Filmstudio.

Grab von Georges Méliès auf dem Friedhof Père-Lachaise in Paris

Im Jahr 1897 gründete Méliès die Produktionsfirma Star Film, mit der er bis 1913 über 500 Filme drehte. Zu Beginn war er mit ihnen wirtschaftlich relativ erfolgreich, doch schon bald wurde er von der Konkurrenz und Schwarzkopierern bedroht. Um in Amerika seine Filme besser vertreiben und seine Rechte wahren zu können, eröffnete die Star Film 1903 in New York ein Büro, das von Méliès’ Bruder Gaston Méliès geleitet wurde. In Frankreich erwuchs ihm insbesondere mit der Produktionsfirma Pathé ein starker Konkurrent. Als sich im Jahr 1909 deren Vertriebssystem durchsetzte, bei dem die Filme nicht mehr verkauft, sondern verliehen wurden, waren Méliès’ teuer produzierte Filme den günstigen, schnell und industriell gefertigten Filmen wirtschaftlich nicht mehr gewachsen. Ab 1911 konnte er eigene Filme nur noch im Auftrag der Pathé produzieren, 1913 kam seine Filmproduktion zum Erliegen.
Während des Ersten Weltkrieges trat Méliès als Varietékünstler auf; er verlor jedoch sein gesamtes Vermögen. In seiner zweiten Ehe heiratete Georges Méliès im Jahr 1925 Jeanne d’Alcy (Fanny Manieux alias Charlotte Faës). Mit seiner Ehefrau betrieb er bis 1932 einen Spielzeugladen in der Metrostation Montparnasse. Als Filmschaffender war er zu dieser Zeit vergessen, bis 1929 einige seiner Werke auftauchten und Filmjournalisten wieder über ihn berichteten. Ab 1932 ermöglichten andere Filmschaffende ihm und seiner Frau den Aufenthalt in einer Altersresidenz in Orly. Sein Grab liegt auf dem Pariser Friedhof Père-Lachaise.
Im Jahr 1947 benannte die neu gegründete französische Filmkritikervereinigung Association Française de la Critique de Cinéma (AFCC) ihren jährlich vergebenen Preis für die beste französische Kinoproduktion nach Méliès.

## Werk

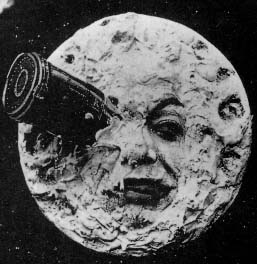
Le Voyage dans la Lune (1902)

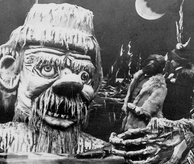
Puppe „Géant des Neiges“ aus À la conquête du pôle (1912)

Das Werk von Georges Méliès zeichnet sich durch eine große Vielfalt, Phantasie und technisches Geschick aus. Von der großen Zahl seiner Filme, die er zwischen 1896 und 1913 drehte, sind etwa 200 erhalten. Die Filme stammen aus verschiedenen Genres. Sein bekanntester Film ist wahrscheinlich Die Reise zum Mond (Le voyage dans la Lune), mit dem er 1902 in Anlehnung an den gleichnamigen Roman von Jules Verne den ersten Science-Fiction-Film schuf. Neben diesen Féeries entstanden auch kurze Dokumentationen ähnlich denen der Brüder Lumière, nachgestellte Ereignisse der Zeitgeschichte und kurze Trickfilme.
Üblicherweise wird Méliès die Erfindung des Stopptricks zugesprochen. Dass er diesen entdeckte, als er während einer Aufnahme auf dem Place de l’Opera filmte und seine Kamera stockte, muss aber wahrscheinlich als Legende betrachtet werden. Mit Hilfe des Stopptricks drehte er viele Filme, die an Zauberkunststücke erinnern, wie sie im Théâtre Robert-Houdin gezeigt wurden. Neben diesem bediente er sich auch anderer filmischer Tricks wie Doppelbelichtungen und Modellaufnahmen.
Einen wichtigen Platz in seinem Schaffen nehmen sogenannte Aktualitätenfilme ein, in denen er Ereignisse der Zeitgeschichte nachstellte. Unter anderem filmte er eine zwölfteilige Reihe über die Dreyfus-Affäre (L’Affaire Dreyfus, 1899) und inszenierte 1902 die Krönung Eduards VII., bevor diese überhaupt stattfand.
Weil Méliès massive finanzielle Probleme hatte und keine Geldgeber für seine Filmprojekte fand, musste er nach 1923 im Anschluss an den Bankrott 1200 Filme als Rohmaterial an die Schuhindustrie verkaufen.

## Position
Die filmgeschichtliche Position der Werke von Méliès zu bestimmen, gestaltet sich schwierig: Klassischerweise unterscheidet die Filmgeschichte Méliès’ inszenierte Stücke von den dokumentarischen Arbeiten der Lumières und sieht hierin den wichtigsten Gegensatz im frühen Film. Diese Unterscheidung wird heute jedoch nicht mehr so scharf gezogen, da auch Méliès zu Beginn hauptsächlich dokumentarisch filmte und die Brüder Lumière ebenfalls kurze Szenen inszenierten. Eine weitere Unterscheidung wird häufig zwischen den primitiven frühen Filmen, wie denen von Méliès, und dem späteren elaborierten Kino nach D. W. Griffith vorgenommen. Méliès’ Filme stehen als Beispiele für ein primitives Kino, das noch keine filmische Sprache mit Schnitten und diversen Aufnahmegrößen kannte. Auch diese Unterscheidung wurde in den letzten Jahren häufig abgelehnt und statt ihrer gefordert, das frühe Kino nicht mit den Begriffen des späteren Narrativen (Erzählerischen) zu untersuchen, sondern es als ein Kino der Attraktionen zu betrachten, welches eigenen ästhetischen Regeln folgte.

## Rezeption
In dem Roman Die Entdeckung des Hugo Cabret (2007) erzählt Brian Selznick eine fiktive Wiederentdeckung des Werks von Georges Méliès durch den Protagonisten Hugo Cabret, wobei gegen Ende Méliès selbst aus seinem Leben und filmischen Schaffen berichtet. Den Roman verfilmte Martin Scorsese im Jahre 2011 unter dem Titel Hugo Cabret, wobei Georges Méliès durch Ben Kingsley dargestellt wurde.
Einige Ausschnitte der Filme Le voyage dans la lune, Le voyage à travers l’impossible und L’Éclipse du soleil en pleine lune sind im Musikvideo zu Heaven for Everyone von Queen aus dem Jahr 1995 eingearbeitet. Das Video der Band The Smashing Pumpkins zu ihrem Titel Tonight, Tonight (1995) wurde im Stil dieser Méliès-Filme gestaltet. Am Ende des Videos ist ein Schiff mit dem Namen SS Melies zu sehen.
Die französische Band Air veröffentlichte 2012 ein Album mit dem Titel Le Voyage dans la Lune, eine Vertonung des gleichnamigen Films von Méliès, auf dessen Cover ein koloriertes Szenenbild aus dem gleichnamigen Film zu sehen ist.

## Auszeichnungen
- 1931: Kreuz der Ehrenlegion
- 2015: postume Aufnahme in die Science Fiction Hall of Fame[6]

## Filme (Auswahl)
- 1896: Ein Kartenspiel Une partie de cartes (Katalog-Nr. 1)
- 1896: Défense d’afficher (Katalog-Nr. 15)
- 1896: Eine schreckliche Nacht Une nuit terrible (Katalog-Nr. 26)
- 1896: Barque sortant du port de Trouville (Katalog-Nr. 31)
- 1896: Escamotage d’une dame chez Robert-Houdin (Katalog-Nr. 70)
- 1896: Le manoir du diable (Katalog-Nr. 78–80)
- 1896: Le cauchemar (Katalog-Nr. 82)
- 1897: L’hallucination de l‘alchimiste (Katalog-Nr. 95)
- 1897: Le château hanté (Katalog-Nr. 96)
- 1897: Sur les toits (Katalog-Nr. 100)
- 1897: Bombardement d’une maison (Katalog-Nr. 105)
- 1897: La prise de Tournavos (Katalog-Nr. 106)
- 1897: Combat naval en Grèce (Katalog-Nr. 110)
- 1897: Entre Calais et Douvres (Katalog-Nr. 112)
- 1897: L’auberge ensorcelée (Katalog-Nr. 122–123)
- 1897: Nach dem Ball (Après le bal) (Katalog-Nr. 128)
- 1898: Les rayons Röntgen (Katalog-Nr. 142)
- 1898: Visite sous-marine du „Maine“ (Katalog-Nr. 147)
- 1898: Panorama pris d’un train en marche (Katalog-Nr. 151)
- 1898: Le magicien (Katalog-Nr. 153)
- 1898: Illusions fantasmagoriques (Katalog-Nr. 155)
- 1898: Guerre de Cuba et l’explosion du Maine à La Havane
- 1898: Guillaume Tell et le clown (Katalog-Nr. 159)
- 1898: La lune à un mètre (Katalog-Nr. 160–162)
- 1898: Ein Mann der Köpfe Un homme de têtes (Katalog-Nr. 167)
- 1898: La tentation de Saint Antoine (Katalog-Nr. 169)
- 1899: Cléopâtre (Katalog-Nr. 175–176)
- 1899: L’illusionniste fin de siècle (Katalog-Nr. 183)
- 1899: Le Diable au couvent (Katalog-Nr. 185–187)
- 1899: La danse du feu (Katalog-Nr. 188)
- 1899: Das geheimnisvolle Porträt (Le portrait mystérieux) (Katalog-Nr. 196)
- 1899: L’affaire Dreyfus (Katalog-Nr. 206–217)
- 1899: Aschenputtel (Cendrillon) (Katalog-Nr. 219–224)
- 1899: Der geheimnisvolle Ritter (Le chevalier mystère) (Katalog-Nr. 226–227)
- 1900: Tom Whisky ou l’illusionniste toqué (Katalog-Nr. 234)
- 1900: La vengeance du gâte-sauce (Katalog-Nr. 243)
- 1900: Les infortunes d’un explorateur ou les momies récalcitrantes (Katalog-Nr. 244)
- 1900: Das Ein-Mann-Orchester L’Homme orchestre (Katalog-Nr. 262–263)
- 1900: Jeanne d’Arc (Katalog-Nr. 264–275)
- 1900: Le rêve du radjah ou la forêt enchantée (Katalog-Nr. 281–282)
- 1900: Le sorcier, le prince et le bon genie (Katalog-Nr. 285–286)
- 1900: Le livre magique (Katalog-Nr. 289–291)
- 1900: Haarsträubender Spiritismus (Spiritisme abracadabrant) (Katalog-Nr. 293)
- 1900: L’illusionniste double et la tête vivante (Katalog-Nr. 294)
- 1900: Le Rêve de Noël (Katalog-Nr. 298–305)
- 1900: Nouvelles luttes extravagantes (Katalog-Nr. 309–310)
- 1900: Le repas fantastique (Katalog-Nr. 311)
- 1900: Das unmögliche Anziehen (Le déshabillage impossible) (Katalog-Nr. 312–313)
- 1900: Le tonneau des Danaïdes (Katalog-Nr. 314)
- 1900: Le savant et le chimpanzé (Katalog-Nr. 317)
- 1900: Le réveil d’un monsieur pressé (Katalog-Nr. 322)
- 1901: La maison tranquille (Katalog-Nr. 325–326)
- 1901: La chrysalide et le papillon (Katalog-Nr. 332–333)
- 1901: Geheimnisvolle Ausrenkung (Dislocation mystérieuse) (Katalog-Nr. 335–336)
- 1901: L’antre de esprits (Katalog-Nr. 345–347)
- 1901: Chez la sorcière (Katalog-Nr. 350–351)
- 1901: Excelsior ! (Katalog-Nr. 357–358)
- 1901: L’omnibus des toqués ou blancs et noirs (Katalog-Nr. 359)
- 1901: Blaubart (Barbe-bleue) (Katalog-Nr. 361–370)
- 1901: Le chapeau à surprise (Katalog-Nr. 371–372)
- 1901: Der Mann mit dem Gummikopf (L’homme à la tête en caoutchouc) (Katalog-Nr. 382–383)
- 1901: Le diable géant ou le miracle de la madone (Katalog-Nr. 384–385)
- 1901: Nain et géant (Katalog-Nr. 386)
- 1902: Douche du colonel (Katalog-Nr. 391)
- 1902: L’œuf du sorcier (Katalog-Nr. 392–393)
- 1902: La danseuse microscopique (Katalog-Nr. 394–396)
- 1902: Éruption volcanique à la Martinique (Katalog-Nr. 397)
- 1902: Die Reise zum Mond (Le voyage dans la lune) (Katalog-Nr. 399–411)
- 1902: La clownesse fantôme (Katalog-Nr. 412)
- 1902: Die Krönung von Eduard VII. Le Couronnement du roi Édouard VII
- 1902: Les trésors de Satan (Katalog-Nr. 413–414)
- 1902: Die menschliche Fliege (L’homme-mouche) (Katalog-Nr. 415–416)
- 1902: L’équilibre impossible (Katalog-Nr. 419)
- 1902: Le voyage de Gulliver à Lilliput et chez les géants (Katalog-Nr. 426–429)
- 1902: Les aventures de Robinson Crusoé (Katalog-Nr. 430–443)
- 1903: La guirlande merveilleuse (Katalog-Nr. 445–448)
- 1903: Un malheur n’arrive jamais seul (Katalog-Nr. 451–452)
- 1903: Der infernalische Cakewalk (Le cake-walk infernal) (Katalog-Nr. 453–457)
- 1903: La boîte à malice (Katalog-Nr. 458–459)
- 1903: Le puits fantastique (Katalog-Nr. 462–464)
- 1903: L’auberge du bon repos (Katalog-Nr. 465–469)
- 1903: La statue animée (Katalog-Nr. 470–471)
- 1903: La flamme merveilleuse (Katalog-Nr. 472)
- 1903: Le sorcier (Katalog-Nr. 473–475)
- 1903: L’oracle de Delphes (Katalog-Nr. 476)
- 1903: Le portrait spirite (Katalog-Nr. 477–478)
- 1903: Der Musikfreund (Le mélomane) (Katalog-Nr. 479–480)
- 1903: Le monstre (Katalog-Nr. 481–482)
- 1903: Das Königreich der Feen (Le royaume des fées) (Katalog-Nr. 483–498)
- 1903: Der höllische Kessel, Der infernalische Kessel (Le chaudron infernal) (Katalog-Nr. 499–500)
- 1903: Le revenant (Katalog-Nr. 501–502)
- 1903: Le tonnerre de Jupiter (Katalog-Nr. 503–505)
- 1903: Le parapluie fantastique (Katalog-Nr. 506–507)
- 1903: Tom Tight et Dum Dum (Katalog-Nr. 508–509)
- 1903: Bob Kick, l’enfant terrible (Katalog-Nr. 510–511)
- 1903: Illusions funambulesques (Katalog-Nr. 512–513)
- 1903: L’enchanteur Alcofribas (Katalog-Nr. 514–516)
- 1903: Jack et Jim (Katalog-Nr. 517–519)
- 1903: La lanterne magique (Katalog-Nr. 520–524)
- 1903: Le rêve du maître de ballet (Katalog-Nr. 525–526)
- 1903: Faust aux enfers (Katalog-Nr. 527–533)
- 1904: Le bourreau turc (Katalog-Nr. 534–535)
- 1904: Au clair de la lune ou Pierrot malheureux (Katalog-Nr. 538–539)
- 1904: Un prêté pour un rendu (Katalog-Nr. 540–541)
- 1904: Un peu de feu s.v.p. (Katalog-Nr. 545)
- 1904: Le coffre enchanté (Katalog-Nr. 547–549)
- 1904: Les apparitions fugitives (Katalog-Nr. 550–551)
- 1904: Le roi du maquillage (Katalog-Nr. 552–553)
- 1904: Le rêve de l‘horloger (Katalog-Nr. 554–555)
- 1904: Les transmutations imperceptibles (Katalog-Nr. 556–557)
- 1904: Un miracle sous l‘Inquisition (Katalog-Nr. 558–559)
- 1904: Damnation du docteur Faust (Katalog-Nr. 562–574)
- 1904: Le thaumaturge chinois (Katalog-Nr. 578–580)
- 1904: Le merveilleux éventail vivant (Katalog-Nr. 581–584)
- 1904: Kulinarische Hexerei (Sorcellerie culinaire) (Katalog-Nr. 585–588)
- 1904: La planche du diable (Katalog-Nr. 589–590)
- 1904: Die Meerjungfrau (La Sirène) (Katalog-Nr. 593–595)
- 1904: Die Reise durch das Unmögliche (Le voyage à travers l’impossible) (Katalog-Nr. 641–659)
- 1904: Le juif errant (Katalog-Nr. 662–664)
- 1904: La cascade de feu (Katalog-Nr. 665–667)
- 1904: L’Ange de Noël (Détresse et charité; Katalog-Nr. 669–677)
- 1905: Die lebendigen Karten (Les cartes vivantes) (Katalog-Nr. 678–679)
- 1905: Le diable noir (Katalog-Nr. 683–685)
- 1905: Le phénix ou le coffret de cristal (Katalog-Nr. 686–689)
- 1905: Le menuet lilliputien (Katalog-Nr. 690–692)
- 1905: Le baquet de Mesmer (Katalog-Nr. 693–695)
- 1905: Der Palast aus Tausendundeine Nacht (Le palais des mille et une nuits) (Katalog-Nr. 705–726)
- 1905: Le compositeur toqué (Katalog-Nr. 727–731)
- 1905: La chaise à porteurs enchantée (Katalog-Nr. 738–739)
- 1905: Le raid Paris-Monte-Carlo en deux heures (Katalog-Nr. 740–749)
- 1905: Die Insel der Calypso (L’île de Calypso) (Katalog-Nr. 750–752)
- 1905: Un feu d’artifice improvisé (Katalog-Nr. 753–755)
- 1905: La légende de Rip van Winckle (Katalog-Nr. 756–775)
- 1906: Le tripot clandestine (Katalog-Nr. 784–785)
- 1906: Le dirigeable fantastique ou le cauchemar d’un inventeur (Katalog-Nr. 786–788)
- 1906: Ein Sturz aus der fünften Etage (Une chute de cinq étages) (Katalog-Nr. 789–790)
- 1906: Jack le ramoneur (Katalog-Nr. 791–806)
- 1906: Le maestro Do-Mi-Sol-Do (Katalog-Nr. 807–809)
- 1906: Die Matratzen-Wollkämmerinnen (La cardeuse de matelas) (Katalog-Nr. 818–820)
- 1906: Die angeheiterten Plakate, Die beschwipsten Plakate (Les affiches en goguette) (Katalog-Nr. 821–823)
- 1906: Die Brandstifter (Les incendiaires) (Katalog-Nr. 824–837)
- 1906: L’anarchie chez Guignol (Katalog-Nr. 837–839)
- 1906: L’hôtel des voyageurs de commerce ou les suites d’une bonne cuite (Katalog-Nr. 843–845)
- 1906: Les bulles de savon vivantes (Katalog-Nr. 846–848)
- 1906: Die 400 Streiche des Teufels (Les quatre cents farces du diable) (Katalog-Nr. 849–870)
- 1906: L’alchimiste Parafaragaramus ou la cornue infernale (Katalog-Nr. 874–876)
- 1906: La fée Carabosse ou le poignard fatal (Katalog-Nr. 877–887)
- 1906: Robert Macaire et Bertrand, les rois des cambrioleurs (Katalog-Nr. 888–905)
- 1907: La douche d’eau bouillante (Katalog-Nr. 909–911)
- 1907: Deux cents milles sous les mers ou le cauchemar du pêcheur (Katalog-Nr. 912–924)
- 1907: Les fromages automobiles (Katalog-Nr. 925–928)
- 1907: Le mariage de Victoire (Katalog-Nr. 929–935)
- 1907: Le tunnel sous la Manche ou le cauchemar franco-anglaise (Katalog-Nr. 936–950)
- 1907: L’Éclipse du soleil en pleine lune (Katalog-Nr. 961–968)
- 1907: Pauvre John ou les aventures d’un buveur de whisky (Katalog-Nr. 1000–1004)
- 1907: La Colle universelle (Katalog-Nr. 1005–1009)
- 1907: Satan en prison (Katalog-Nr. 1010–1013)
- 1907: Ali Barbouyou et Ali Bouf à l‘huile (Katalog-Nr. 1014–1017)
- 1908: Le tambourin fantastique (Katalog-Nr. 1030–1034)
- 1908: La cuisine de l‘ogre (Katalog-Nr. 1035–1039)
- 1908: François 1er et Triboulet (Katalog-Nr. 1040–1043)
- 1908: Es gibt einen Gott für die Säufer (Il y a un dieu pour les ivrognes) (Katalog-Nr. 1044–1049)
- 1908: Les torches humaines (Katalog-Nr. 1066–1068)
- 1908: Der Feuergeist (Le génie du feu) (Katalog-Nr. 1069–1072)
- 1908: Why That Actor Was Late (Katalog-Nr. 1073–1080)
- 1908: Le rêve d’un fumeur d’opium (Katalog-Nr. 1081–1085)
- 1908: La photographie électrique à distance (Katalog-Nr. 1091–1095)
- 1908: La prophétesse de Thèbes (Katalog-Nr. 1096–1101)
- 1908: Salon de coiffure (Katalog-Nr. 1102–1103)
- 1908: Le nouveau seigneur du village (Katalog-Nr. 1132–1145)
- 1908: L‘avare (Katalog-Nr. 1146–1158)
- 1908: Le conseil du pipelet ou un tour à la foire (Katalog-Nr. 1159–1165)
- 1908: Lully ou le violon brisé (Katalog-Nr. 1176–1185)
- 1908: Les patineurs (Katalog-Nr. 1227–1232)
- 1908: Amour et mélasse (Katalog-Nr. 1246–1249)
- 1908: Das Pech des Fotografen (Les mésaventures d’un photographe) (Katalog-Nr. 1250–1252)
- 1908: Der Fakir von Singapur (Le fakir de Singapour) (Katalog-Nr. 1253–1257)
- 1908: A Tricky Painter’s Fate (Katalog-Nr. 1266–1268)
- 1908: French Interpreter Policeman (Katalog-Nr. 1288–1293)
- 1908: Anaïc ou le balafré (Katalog-Nr. 1301–1309)
- 1908: Pour l’étoile S.V.P. (Katalog-Nr. 1310–1313)
- 1908: Conte de la grand-mère et rêve de l’enfant (Katalog-Nr. 1314–1325)
- 1908: Hallucinations pharmaceutiques ou le truc du potard (Katalog-Nr. 1416–1428)
- 1908: La bonne bergère et la mauvaise princesse (Katalog-Nr. 1429–1441)
- 1909: Hydrothérapie fantastique (Katalog-Nr. 1476–1485)
- 1909: Der diabolische Mieter (Le locataire diabolique) (Katalog-Nr. 1495–1501)
- 1909: Les illusions fantaisistes (Katalog-Nr. 1508–1512)
- 1909: Papillon fantastique (Katalog-Nr. 1530–1533)
- 1911: Les hallucinations de baron du Münchausen (Katalog-Nr. 1536–1547)
- 1911: Le vitrail diabolique (Katalog-Nr. 1548–1556)
- 1912: Die Entdeckung des Nordpols, Die Eroberung des Pols (À la conquête du pôle)
- 1912: Aschenputtel oder der wunderbare Pantoffel (Cendrillon ou la pantoufle merveilleuse)
- 1912: Le chevalier des neiges
- 1913: Le voyage de la famille Bourrichon

## Dokumentationen und Verfilmungen
- 1952: Le Grand Méliès. Regie: Georges Franju
- 2011: Hugo Cabret. Regie: Martin Scorsese (nach Brian Selznicks Kinderroman Die Entdeckung des Hugo Cabret)
- 2011: Le voyage extraordinaire. Regie: Serge Bromberg und Éric Lange
- 2012: Georges Méliès – À la conquête du cinématographie. La Cinémathèque Française/Studiocanal, Paris (3 DVDs und Begleitbuch)[7]
- 2012: Georges Méliès – Die Magie des Kinos. Arthaus/Kinowelt (2 DVDs und Begleitbuch in Deutsch)[8]
- 2020: Das Geheimnis Georges Méliès. (Le Mystère Méliès.) Steamboat Films, Lobster Films und Arte (TV-Dokumentation)[9]